# William Lister
William Lister (1882 - 1900) foi um jogador de polo aquático britânico, campeão olímpico.
William Lister fez parte do elenco campeão olímpico de Paris 1900. Era membro do Osborne Swimming Club of Manchester